# Pedro Jufresa
Pedro Jufresa Lluch (nacido el 2 de mayo de 1966 en Tarrasa, Provincia de Barcelona) es un jugador de hockey sobre hierba español. Disputó los Juegos Olímpicos de Barcelona 1992 con España, obteniendo un quinto puesto y diploma olímpico. Su hermano Ramon Jufresa también fue jugador de hockey sobre hierba e internacional por España.

## Participaciones en Juegos Olímpicos
- Barcelona 1992, puesto 5.